# Языки Сербии
Официальным языком Сербии признан сербский язык. Помимо этого, в Сербии определённый уровень и статус имеют албанский (на нём разговаривают в Прешевской долине и Косово), венгерский, румынский, словацкий, русинский, хорватский (все вышеперечисленные являются официальными в Воеводине), украинский, болгарский, цыганский, чешский, боснийский, влашский, буневацкий, македонский, черногорский и другие.

## Сербский язык
Сербский язык является родным для большинства населения, за исключением некоторых муниципалитетов в Воеводине и на юго-востоке страны, а также большей части Косово. Боснийский, хорватский и буневацкий языки, на которых, согласно данным переписи населения, общается часть населения, де-факто почти не отличаются друг от друга. Носители болгарского языка в Южной Сербии де-факто являются носителями торлакийского диалекта, который сербскими лингвистами считается диалектом сербского языка.
В Сербии встречаются следующие диалекты сербского языка: шумадийско-воеводинский, смедерево-вршацкий, косовско-ресавский, призренско-южноморавский, сврлижско-запланьский, тимокско-лужницкий (торлакийский), восточногерцеговинский и зетско-южносанджакский диалект. Основу современной стандартной языковой нормы составляют шумадийско-воеводинский и восточногерцеговинский диалекты сербского языка.
На юге Сербии распространён торлакийский диалект: хотя у него нет литературной нормы и официального статуса, часть лингвистов рассматривают его как отдельный язык. Торлакийский диалект является частью диалектного континуума южных славян и является переходным между западнобалканскими и восточнобалканскими славянскими языками.

## Языки меньшинств
Помимо сербского языка, официально признаны пять языков меньшинств на уровне провинции Воеводина: венгерский, румынский, словацкий, русинский и хорватский. Администрацией провинции, властями города и общин используется в качестве основного сербский язык, остальные используются властями определённых общин и городов. Сербский язык — фактически лингва франка в регионе, и число носителей сербского языка является выше числа этнических сербов. Венгерский и словацкий доминируют в некоторых муниципалитетах, другие же языки широко распространены только в отдельных деревнях. Де-факто сербский и албанский являются официальными языками Косово, чей политический статус однозначно не определён.

## Иностранные языки
Английский язык является обязательным предметом для изучения во всех начальных школах, гимназиях и профессиональных технических училищах, а также на большинстве специальностей в университетах. Английским по большому счёту свободно владеют представители молодого поколения: по состоянию на 2012 год его в школах изучали более 580 тысяч человек. На втором и третьем местах по популярности идут немецкий (87 тысяч) и французский (80 тысяч учеников). Русский занимает 4-е место с 63 тысячами учеников в школах, при этом большую часть владеющих в той или иной мере русским языком составляют представители старшего поколения.